# John Adel Elya
John Adel Elya (ur. 16 września 1928 w Maghdouché, zm. 19 lipca 2019) – libański duchowny melchicki, posługujący również w Stanach Zjednoczonych. Członek Zakonu Bazylianów Melkitów Najświętszego Zbawcy, w latach 1993-2004 eparcha Newton i tym samym zwierzchnik Kościoła melchickiego w USA. 

## Życiorys
Święcenia kapłańskie przyjął 17 lutego 1952 jako członek melchickiego zakonu bazyliańskiego. 21 marca 1986 został powołany na urząd biskupa pomocniczego eparchy Newton, otrzymał też stolicę tytularną Abila Lysaniae. Sakry udzielił mu 29 czerwca 1986 Maksymos V Hakim, melchicki patriarcha Antiochii, zwierzchnik całego Kościoła melchickiego. 25 listopada 1993 został awansowany na biskupa ordynariusza eparchii. 22 czerwca 2004 przeszedł na emeryturę. 